# Контейнерное садоводство
Контейнерное или горшечное растениеводство (озеленение, садоводство, огородничество, фермерство) — это практика выращивания растений, включая съедобные растения, исключительно в контейнерах вместо посадки их в землю.  Контейнер в садоводстве — это небольшой, закрытый и обычно переносной предмет, используемый для демонстрации живых цветов или растений. Он может иметь форму горшка, вазона, коробки, кадки, корзины, жестяной банки, бочки или подвесной корзины. Культурные растения, выращиваемые в контейнерах, называют горшечная культура.
Горшечные культуры применяют для декора помещений и, как правило, они обладают большим периодом декоративности, чем срезочные культуры, так как они продолжают существовать на своих корнях, и при должном уровне ухода обмен веществ в течение длительного времени проходит без нарушения. Для выращивания в контейнерах выводят специальные сорта, которые отличаются компактным габитусом и корневой системой, которые лучше приспособлены для жизни в ограниченном пространстве.

## Методы
Маленькие контейнеры называются цветочными горшками. Традиционно в горшки изготовляли из терракоты, но сейчас всё чаще используют горшки из пластика. Иногда используют комбинацию из кашпо — внешнего декоративного сосуда — и технического горшка, который помещают внутрь кашпо.
Часто горшечное выращивание применяют для декоративных растений, размещая их на видном месте. Использование контейнера обычно необходимо для комнатных растений (некоторые комнатные эпифиты могут расти без горшка). Выращивание в контейнерах также может быть полезно в районах, где почва или климат не подходят для конкретного растения или культуры. В городских условиях, где пространство вымощено асфальтом, также может сделать этот вариант привлекательным для озеленения. Кроме того, этот метод популярен для городского садоводства на балконах квартир или на крышах домов, где у садоводов нет доступа к открытому грунту для традиционного садоводства. При рассадном способе выращивания растений семена сначала высевают в контейнер, а затем подросшую рассаду пересаживают на постоянное место выращивания.  
Корневая система горшечных растений ограничена размером контейнера. Водный и температурный режим в контейнерах сильно отличается от открытого грунта. Поэтому для контейнеров зачастую используют различные субстраты, а не садовую/огородную землю. Это может быть торфогрунт, кокосовый субстрат, гранулы из обожженной глины, смеси с использованием разрыхляющих добавок (перлит, керамзит, песок, древесный уголь), водоудерживающих добавок (гидрогель, водоудерживающие гранулы). Для отвода воды в дне контейнера проделывают отверстия, часто добавляя под грунт слой дренажа.  

## Виды растений
Для контейнерного содержания подходят многие виды растений, включая декоративные цветы, пряные травы, кактусы, овощи, а также небольшие деревья и кустарники. Миниатюрные деревья, выращиваемые в контейнерах, которые имитируют великовозрастные деревья, называют бонсай. Внутри дома можно выращивать травы и небольшие съедобные растения, такие как перец чили и рукола, при условии достаточного освещения и вентиляции, а на открытых террасах можно высаживать более крупные овощи.

## Типы контейнеров
В контейнерных садах можно использовать самые разные контейнеры, каждый из которых обладает уникальными преимуществами и эстетическими качествами. Среди наиболее популярных типов по результатам опроса 2024 года:
Подвесные корзины
Подвесные корзины, подходящие для вьющихся растений, можно подвешивать к потолку, стенам или специально разработанным подставкам, добавляя вертикальный эффект и максимально увеличивая пространство в небольших садах.
Балконные ящики
Эти контейнеры помещаются на подоконники и подходят для цветов, трав и небольших овощей.
Настенные кашпо
Эти кашпо, закрепленные на стенах, можно использовать для вертикального озеленения . Они выпускаются в различных исполнениях, включая карманы и полки, что делает их подходящими для различных типов растений.
Другие распространённые варианты контейнеров включают традиционные горшки, которые изготавливаются из разных материалов: от терракоты до пластика, а также кашпо с автополивом. Контейнеры также можно использовать в качестве переработанных предметов, таких как бочки и банки, что позволяет создавать креативные и индивидуальные проекты сада.

## Посадка
Контейнеры варьируются от простых пластиковых горшков и чашек до сложных систем автоматического полива. Такая гибкость дизайна — ещё одна причина, по которой контейнерное садоводство так популярно среди садоводов. Их можно встретить на крыльце, у входной группы — в городских районах — на крышах. Горшки с фитильной системой полива— это тип контейнера, который можно использовать в контейнерных садах.  

## Пересадка
Пересадка — это процесс помещения уже посаженного растения в горшок большего или меньшего размера. Обычно используют горшок, который лучше подходит корневой системе растения. Растения обычно пересаживают в зависимости от размера их корневой системы. Большинство растений необходимо пересаживать каждые несколько лет, поскольку они становятся «привязанными к горшку» или «корням». Корни растений могут ощущать своё окружение, включая размер горшка, в котором они находятся, а увеличение размера горшка позволяет пропорционально увеличивать размер растения. 

## Галерея
- Садоводство на балконе ночью
- Помидоры растут на ферме по выращиванию растений в горшках рядом с небольшим домом в пятнадцати мусорных баках, заполненных землёй.
- Senecio angulatus[англ.] растёт в глиняных и пластиковых горшках на веранде

## Примечание
1. ↑  Mills, Linn (29 января 2012). Reap Benefits Of Container Gardening. Las Vegas Review Journal. Архивировано 17 октября 2012. Дата обращения: 1 января 2013.
2. ↑  Горшечные культуры в цветочных хозяйствах. Интернет-магазин Минифермер. Дата обращения: 14 января 2025.
3. ↑  Сорта томатов для балкона. www.greeninfo.ru. Дата обращения: 14 января 2025. Архивировано 14 января 2025 года.
4. ↑  На Исаакиевской площади снова высадят липовый сад. Коммерсантъ (26 апреля 2024). Дата обращения: 12 января 2025. Архивировано 12 января 2025 года.
5. ↑  Липовый сад-трансформер на Исаакиевской площади подешевел в четыре раза. dp.ru. Дата обращения: 12 января 2025.
6. 1 2  Welcome To The World Of Container Gardening. University of Illinois. Дата обращения: 1 января 2013. Архивировано 5 апреля 2013 года.
7. ↑  Neville, Jayne. Flowerpot farming : creating your own urban kitchen garden. — Preston : Good Life, 2008. — ISBN 978-1904871316.
8. 1 2  Thompson, Al (18 декабря 2012). Container Gardening Offers Many Benefits. Santa Maria Times. Дата обращения: 1 января 2013.
9. ↑  Society for Experimental Biology. Want bigger plants? Get to the root of the matter. (e) Science News (1 июля 2012). Дата обращения: 18 июля 2014. Архивировано 21 апреля 2014 года.

## Внешние ссылки
- Руководство по контейнерному садоводству от Иллинойсского университета
- Контейнерное огородничество